# Van Luijn Natuursteen

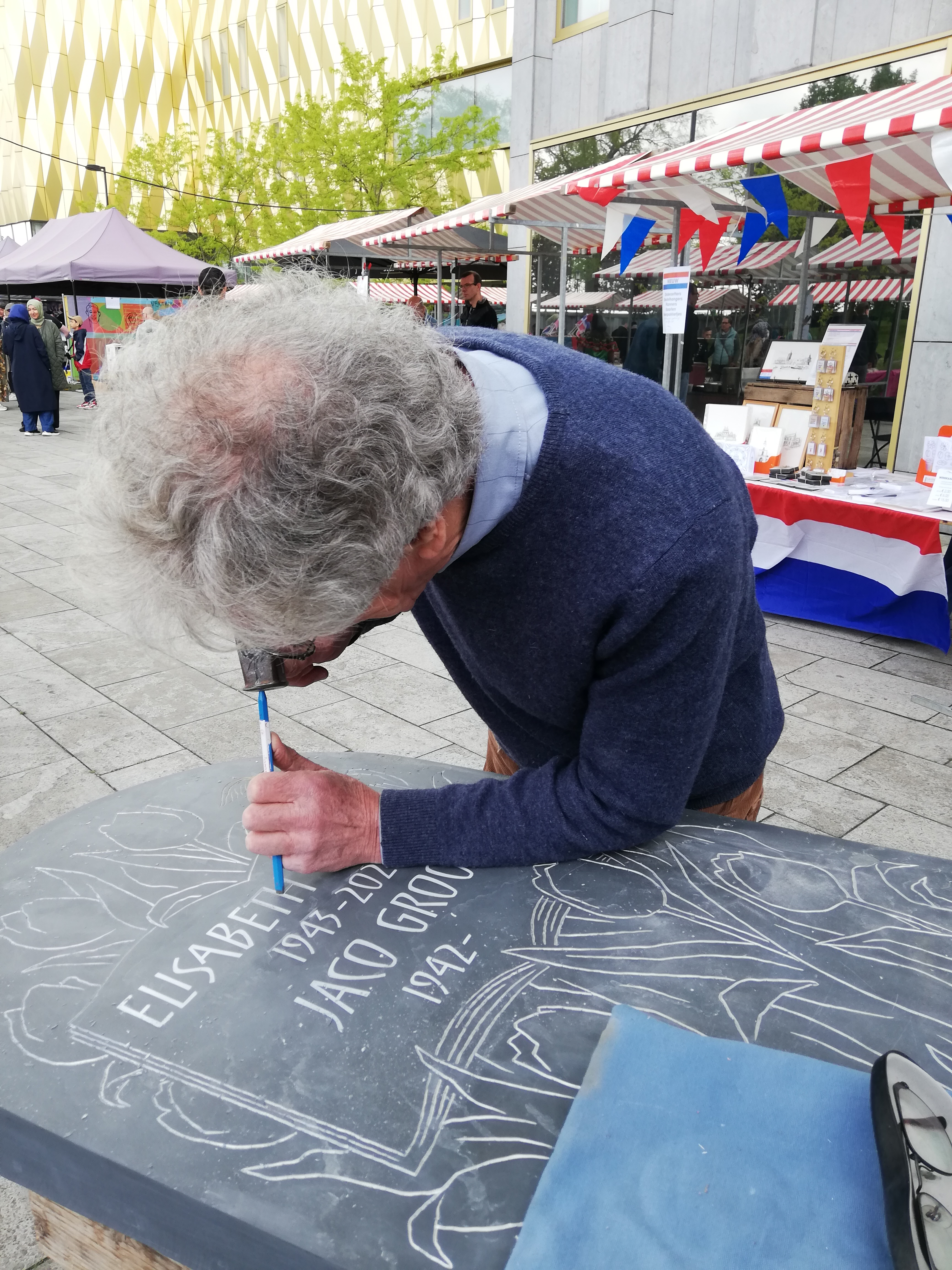
Michiel van Luijn graveert een grafsteen (2024)

Van Luijn Natuursteen is een familiebedrijf in Tiel. De werkzaamheden omvatten alle facetten van het steenhouwersambacht, met een specialisatie in natuurstenen grafmonumenten, asbestemmingen, bouw en design en kunstopdrachten. Het bedrijf is hofleverancier.

## Geschiedenis
In 1878 hertrouwde de moeder van Gerrit van Luijn (1866-1943) met steenhouwer W.F. Rijksen. Op 1 augustus 1906 verleende de gemeenteraad van Tiel Gerrit van Luijn vergunning om het bedrijf van Rijksen als Steenhouwerij G. van Luijn voort te zetten op de Lingedijk. Na zijn overlijden werd het bedrijf voortgezet door Gerrit van Luijn jr. (1914-1983). In 1966 kwam diens zoon Gerard van Luijn (1950) in het bedrijf. Toen Tiel uitbreidde, verhuisde het bedrijf in 1971 naar Drumpt, en vervolgens in 1996 naar industrieterrein Kellen in Tiel. Sinds 2019 is de leiding in handen van de vierde generatie, Michiel van Luijn (1976).

## 21ste eeuw
Ter gelegenheid van het honderdjarig bestaan organiseerde het bedrijf in 2006 het evenement Speciaal werk in een steenhouwerij: 24 beeldend kunstenaars behorend tot de vaste klantenkring van het bedrijf gebruikten vier weken lang de steenhouwerij als atelier. Onder de deelnemende kunstenaars waren Ad Arma, Riesjart Bus, Jan van IJzendoorn, Jiro Inagaki, Coen Kaayk, Guusje Kaayk, Ton Kalle, Saskia Pfaeltzer, Cornelius Rogge, Lydia Schouten, Stef Stokhof de Jong, Jerome Symons, Hans Versteeg, Carla Wiersma en Sabine Zwikker. De resultaten werden van mei tot september 2007 tentoongesteld langs de beeldenroute Azul Macauba in de Tielse binnenstadstuinen. Twee kunstwerken zijn door de kunstenaars aan de stad ter beschikking gesteld.
Met de expositie As in Beeld heeft Van Luijn in 2015 samen met zestig kunstenaars aandacht besteed aan de komst van het crematorium in Tiel en cremeren in het algemeen.
Het bedrijf toont zijn betrokkenheid bij de Tielse samenleving onder meer door zijn expertise, vakmanschap en mankracht geheel of gedeeltelijk kosteloos in te zetten voor het onderhouden en restaureren van gedenkmonumenten, zoals de grafstenen op begraafplaats Ter Navolging en de Joodse begraafplaats, en de grenspaal tussen Drumpt en Kerk-Avezaath aan de Culemborgse Grintweg.
Van Luijn Natuursteen is een van de deelnemers van het project Hommage Hofleverancier, een initiatief van vier Tielse hofleveranciers die kunstenaars een podium bieden. Om nieuwe mogelijkheden voor natuursteen te vinden is het een samenwerking aangegaan met het ontwerpersduo Eric Klarenbeek en Maartje Dros, bekend onder de naam "Designers of the Unusual". Zij ontwikkelden ecologisch verantwoorde designurnen gemaakt van restmateriaal uit de steenhouwerij. Hiermee heeft Van Luijn de tweejaarlijkse Dutch Funeral Award gewonnen in de categorie Urnen.